# John Astin

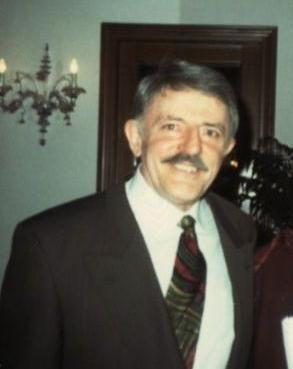
John Astin

John Allen Astin (* 30. März 1930 in Baltimore, Maryland) ist ein US-amerikanischer Schauspieler und Regisseur im Film und Fernsehen. Seine wahrscheinlich bekannteste Rolle ist die des Familienvaters Gomez Addams in der US-Fernsehserie The Addams Family, die von 1964 bis 1966 erstausgestrahlt wurde.

## Leben
John Astin wurde 1930 als Sohn von Margaret Linnie Mackenzie und Dr. Allen Varley Astin in Baltimore geboren. Nach der Highschool besuchte er zunächst das Washington & Jefferson College und studierte Mathematik, er wechselte dann an die Johns Hopkins University, wo er seinen Abschluss in Schauspiel machte. Während seiner Studienzeit war er Mitglied der Studentenverbindung Phi Kappa Psi.
Astin heiratete 1956 Suzanne Hahn, mit der er drei gemeinsame Kinder hat; die Ehe hielt bis 1972. Es folgte eine Ehe mit der Schauspielerin Patty Duke, aus der der Schauspieler Mackenzie Astin hervorging. Aus einer kurzen vorherigen Ehe Dukes stammt der Schauspieler Sean Astin, bekannt als Samweis Gamdschie in der Herr-der-Ringe-Filmtrilogie, dessen Adoptivvater Astin wurde. Auch diese Ehe wurde 1985 geschieden. Seit 1989 ist John Astin mit Valerie Ann Sandobal verheiratet. Gemeinsam sind sie Leiter der buddhistischen Vereinigung von Santa Monica und leben vegetarisch.

## Karriere

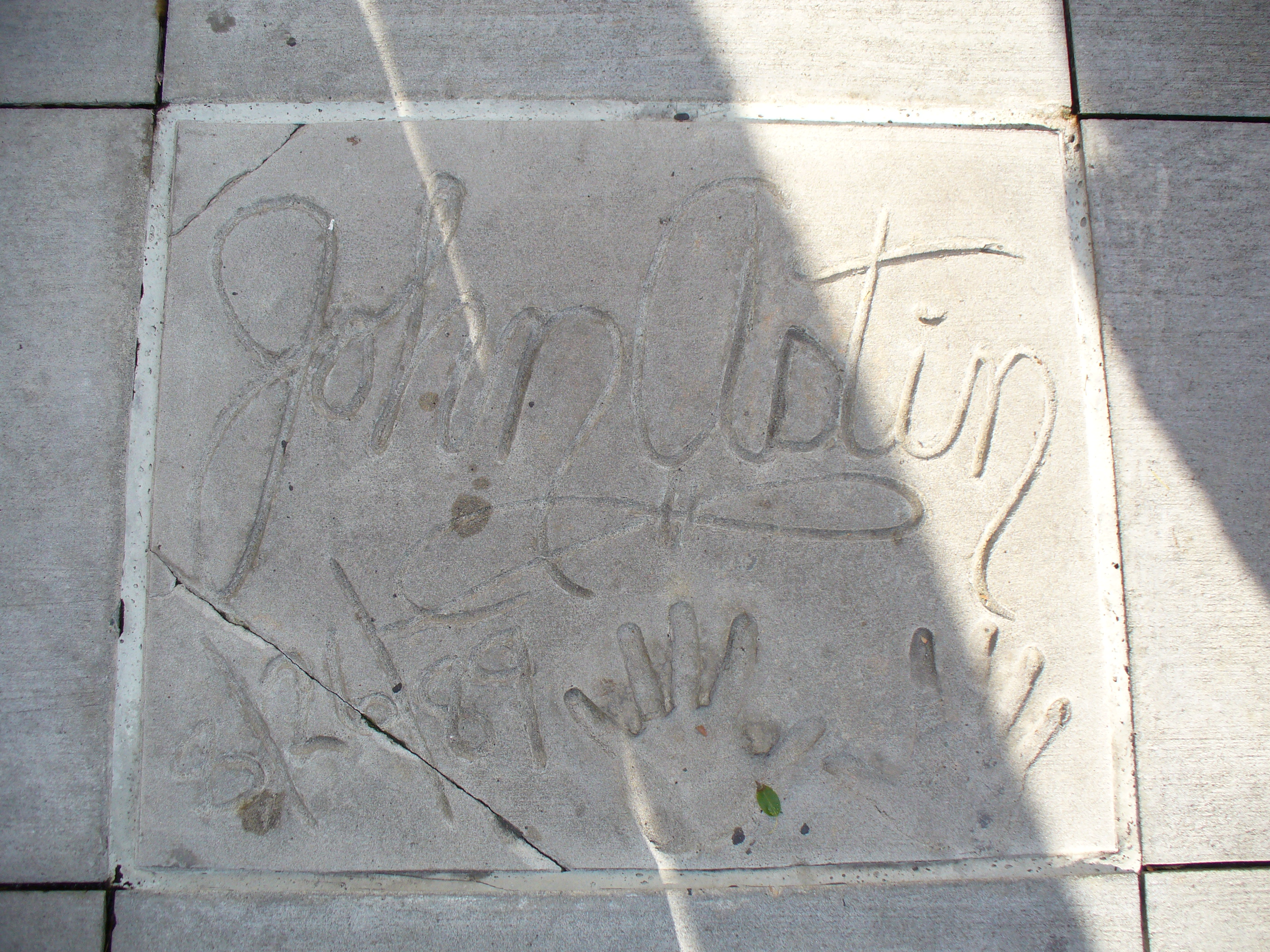
Astins Handabdrücke vor dem Hollywood Hills Amphitheater in Disney’s Hollywood Studios

John Astin begann seine Karriere am Theater und mit Arbeiten als Synchronsprecher für Werbespots. Seine erste Kinorolle bekam er in Form eines kurzen Auftritts als Sozialarbeiter in dem Filmmusical West Side Story aus dem Jahr 1961. Anschließend trat er in einigen Sitcoms auf, bevor er 1964 die Rolle des Gomez Addams in der Serie The Addams Family erhielt, den er 1977 auch erneut in Halloween with the New Addams Family verkörperte. Die Rolle des liebenswerten Vaters einer Familie mit übernatürlichen Fähigkeiten und morbiden Vorlieben machte ihn einem breiten Publikum bekannt. In der zwischen 1988 und 1999 von Fox produzierten Serie Die neue Addams Familie verkörperte er die Rolle des Grandpapa Addams.
In der Folge erhielt er größere Rollen wie die des Riddler (in Deutschland „Rätselknacker“) in der Serie Batman (als zwischenzeitlicher Ersatz für Frank Gorshin). Die Mitarbeit in Harrys wundersames Strafgericht und an der Serie Mord ist ihr Hobby ergänzten sein Repertoire. Weitere bekannte Rollen hatte er als Professor Albert Wickwire in der Westernserie Die Abenteuer des Brisco County jr. und als Professor Gangreen in den Killertomaten-Filmen.
Astin war für den von ihm geschriebenen und produzierten Kurzfilm Prelude (1968) für den Oscar nominiert, erhielt den Ace-Award für seine Arbeit an der Serie Geschichten aus der Gruft und war Emmy-nominiert für seine Tätigkeit als Synchronsprecher in der Cartoon-Serie The Addams Family.
In den USA tourte Astin über viele Jahre erfolgreich mit Edgar Allan Poe: Once Upon a Midnight, einem Ein-Mann-Theaterstück, in dem er den Schriftsteller Edgar Allan Poe verkörperte.
Astin unterrichtete von 2001 bis 2021 Schauspiel und Regie an der Johns Hopkins University. Seit dem Tod seiner Filmtochter Lisa Loring im Januar 2023 ist er das letzte lebende Mitglied der Addams-Family-Besetzung aus den 1960er-Jahren.

## Filmografie (Auswahl)

### Kinofilme
- 1958: The Kiss
- 1961: West Side Story
- 1962: Ein Hauch von Nerz (That Touch of Mink)
- 1962: Spiel mit mir (Billy Rose’s Jumbo)
- 1962: Zeit der Anpassung (Period of Adjustment)
- 1963: Eine zuviel im Bett (Move Over, Darling)
- 1963: Getrennte Betten (The Wheeler Dealers)
- 1968: Candy
- 1969: Viva Max! (Viva Max!)
- 1971: Bunny und Bill (Bunny O'Hare)
- 1976: Ein ganz verrückter Freitag (Freaky Friday)
- 1985: Hilfe, die Amis kommen (National Lampoon’s European Vacation)
- 1987: Die Rückkehr der Killertomaten (Return of the Killer Tomatoes)
- 1987: Teenwolf II (Teen Wolf Too)
- 1989: Nightlife
- 1990: Die Killertomaten schlagen zurück (The Killer Tomatoes Strike Back)
- 1990: Gremlins 2 – Die Rückkehr der kleinen Monster (Gremlins 2 – The New Batch)
- 1994: Das Schweigen der Hammel (Il Silenzio dei Prosciutti)
- 1996: The Frighteners
- 2005: School of Life – Lehrer mit Herz (School of Life)
- 2016: Starship II: Rendezvous with Ramses

### Fernsehserien
- 1957: Studio One (eine Folge)
- 1960: Maverick (eine Folge)
- 1962–1963: I’m Dickens, He’s Fenster (32 Folgen)
- 1964–1966: The Addams Family (64 Folgen)
- 1966: Raumschiff Enterprise (Star Trek, eine Folge)
- 1967: Batman (zwei Folgen)
- 1967: Rauchende Colts (Gunsmoke, eine Folge)
- 1969: Bonanza (eine Folge)
- 1971: Männerwirtschaft (The Odd Couple, eine Folge)
- 1971: Die Leute von der Shiloh Ranch (The Virginian, eine Folge)
- 1973: Die Partridge Familie (The Partridge Family, eine Folge)
- 1975: Make-Up und Pistolen (Police Woman, eine Folge)
- 1977–1978: Einsatz Petticoat (Operation Petticoat, 23 Folgen)
- 1978: Fantasy Island (eine Folge)
- 1978–1986: Love Boat (The Love Boat, vier Folgen)
- 1984: Simon & Simon (eine Folge)
- 1984–1990: Harrys wundersames Strafgericht (Night Court, elf Folgen)
- 1984–1995: Mord ist ihr Hobby (Murder, She Wrote, fünf Folgen)
- 1985: Trio mit vier Fäusten (Riptide, eine Folge)
- 1985–1986: Mary (13 Folgen)
- 1987: Chefarzt Dr. Westphall (St. Elsewhere, eine Folge)
- 1991: Geschichten aus der Gruft (Tales from the Crypt, eine Folge)
- 1993–1994: Die Abenteuer des Brisco County jr. (The Adventures of Brisco County Jr., sieben Folgen)
- 1994/1995: Eine starke Familie (Step by Step, zwei Folgen)
- 1994–1997: Duckman (fünf Folgen)
- 1996: Die Nanny (The Nanny, zwei Folgen)
- 1998–1999: Die neue Addams Familie (The New Addams Family, zwei Folgen)
- 1999: Allein unter Nachbarn (The Hughleys, eine Folge)
- 2000: Becker (1 Folge)
- 2004: Higglystadt Helden (Higglytown Heroes, eine Folge)
- 2018: Justice League Action (eine Folge)